# Coppa Italia 1998/1999
Pohárový ročník Coppa Italia 1998/99 byl 52 ročník italského poháru. Soutěž začala 22. srpna 1998 a skončila 30. května 1999. Zúčastnilo se jí celkem 48 klubů.
Obhájce z minulého ročníku byl klub SS Lazio.

## Vítěz
| Coppa Italia 1998/99 Parma Calcio 1913 (2. titul) |